# Ист Грејшер Парк Вилиџ (Монтана)
Ист Грејшер Парк Вилиџ (енгл. East Glacier Park Village) насељено је место без административног статуса у америчкој савезној држави Монтана.

## Демографија
По попису из 2010. године број становника је 363, што је 33 (-8,3%) становника мање него 2000. године.
| Група             | 2000.       | 2010.       |
| Белци             | 172 (43,4%) | 138 (38,0%) |
| Афроамериканци    | 1 (0,3%)    | 0 (0,0%)    |
| Азијати           | 0 (0,0%)    | 0 (0,0%)    |
| Хиспаноамериканци | 3 (0,8%)    | 10 (2,8%)   |
| Укупно            | 396         | 363         |